# Copa Liga
La Copa Liga, llamada oficialmente Copa Liga Profesional del Fútbol Boliviano, fue la segunda edición de copa nacional de fútbol realizada en Bolivia, organizada por la Liga del Fútbol Profesional Boliviano, cuya edición 1979 fue antesesora de la Copa DivPro 2023 (2ra edición). El ganador del torneo fue Bolívar obteniendo su primer título de esta característica (Copa de la Liga) organizado por la LFPB.

## Historia
Recordando que ante los problemas que se produjeron por la suspensión de un torneo durante el primer semestre del año anterior, en reunión del consejo superior de la LPFB en febrero de 1979, se discute la necesidad de iniciar lo antes posible el campeonato correspondiente a esa gestión. Los problemas que se tenían ante la FBF y las Asociaciones motiva a los clubes ligeros el iniciar el campeonato oficial, sin embargo no se quería cometer los mismos errores del anterior año ante un campeonato largo. Fue a sugerencia del representante del club Blooming, que se propuso realizar dos torneos ese año, a semejanza de los torneos argentinos. Esta idea en principio rechazada fue ganando adeptos ente la sugerencia de que el primer torneo sería regionalizado y el segundo repetiría la forma del año anterior. Esto ayudaría a los clubes a no realizar gastos onerosos y permitiría mantener la regularidad de la Liga durante todo el año, la única objeción para llegar al acuerdo fue el premio y el título que consagrarían a los campeones de estos dos torneos.
Muchos clubes tenían claro que solo el segundo torneo debería definir a los clasificados a la copa Libertadores de América, y que el primer torneo sea solo preparatorio. Otros sin embargo discurrían que no se podía jugar un torneo solo como "entrenamiento" y deberían darle la seriedad debida. Se propuso entregar premio clasificatorio al ganador del primer torneo, incluso se habló por primera vez de una "gran final" pero con todo no se llegó a ningún acuerdo, lo que llevó a disponer de una manera casi obligatoria la realización de un solo torneo a partir de mayo.
Pero dada la presión de la FBF y del gobierno de turno por llegar a un acuerdo con las Asociaciones, las cuales aprovechaban estas dudas sobre el inicio del campeonato para atacar a la LFPB, los Ligeros se vieron obligados a decantarse por la idea de los dos torneos, sin resolver del todo los premios a disputarse. Fue así que se convoca en marzo de 1979 a la realización del primer torneo del año, la Copa LFPB o Copa Liga, y del segundo que habría de llamarse tal cual el trofeo otorgado: Copa "Eduardo Avaroa". Este segundo torneo definiría al campeón y subcampeones nacionales, pero el primer torneo, la Copa Liga, aún no tenía muy claro el premio a ganar para los equipos que saliesen campeón y subcampeón del mismo, y sin embargo se lanzó la convocatoria para que se de inicio el torneo Copa Liga la primera semana de abril de ese año.

## Final
| Edición | Campeón | Resultado    | Subcampeón      |
| ------- | ------- | ------------ | --------------- |
| 1979    | Bolívar | 0 - 1; 4 - 0 | Real Santa Cruz |

|                             |
|                             |
| Campeón Bolívar 1.er título |

de Copa Nacional